# Floralux
Floralux is een winkelketen van tuincentra met vestigingen in Dadizele en Ham. Het gaat om grote winkelcentra van 25.000 m² (Dadizele) en 18.000 m² (Ham). In 2024 werd een 3° vestiging geopend te Sint-Pieters-Leeuw. 

## Historiek
Floralux werd in 1956 opgericht door Maurice en Guido Vandenbussche. 
Van 1956 tot in 1992 zat de winkel in het centrum van Dadizele, nadien verhuisden ze naar een serrecomplex in Dadizele van zo'n 25.000m2 groot.
De familieleden Vandenbussche  openden later een concurrend tuincentrum, Famiflora.
Floralux Dadizele was een tijdlang een zonevreemd bedrijf. Pas na een zaak die decennialang aansleepte werd het bedrijf geregulariseerd.